# شارلوتا بس
شارلوتا بس (انگلیسی: Charlotta Bass; ۱۴ فوریهٔ ۱۸۷۴ – ۱۲ آوریل ۱۹۶۹) آموزگار، نشر/ویراستاری، و حقوق مدنی و سیاسی اهل ایالات متحده آمریکا بود.
او که صاحب روزنامه کالیفرنیا ایگل بود در سال ۱۹۵۲ از هر دو حزب جمهوریخواه و دموکرات ناامید شد. او می‌گفت این دو حزب توجهی به حقوق زنان و آفریقایی‌تبارهای آمریکایی ندارند. خانم بس به همراه حزب پیشرو اولین زن آفریقایی‌تباری بود که کاندیدای معاون اولی ریاست‌جمهوری می‌شد. او و حزب پیشرو وی علیه دوایت آیزنهاور و ریچارد نیکسون مبارزه کرده و شکست خوردند.